# 476 a. C.
El año 476 a. C. fue un año del calendario romano prejuliano. En el Imperio romano se conocía como el Año del consulado de Rutilo y Estructo (o menos frecuentemente, año 278 Ab urbe condita).

## Acontecimientos

### Grecia
- Cimón,el hijo de Melcíades, es puesto al mando de la flota griega anclada en Bizancio en reemplazo de Pausanias de Esparta. Toma la polis de Eyón.
- El rey de Esparta, Leotíquidas II, es desposeído de su cargo acusado de soborno y debe huir a la ciudad de Tegea.
- Arquidamo II, nieto de Leotíquidas II, nuevo rey de Esparta.

### República Romana
- Los cónsules Aulo Verginio Tricosto Rútilo y Espurio Servilio Estructo expulsan a los etruscos del territorio romano.

### China
- Inicia el gobierno del Rey Yuan de Zhou. Según el historiador Sima Qian en Memorias históricas (91 a. C.), esto marca el inicio del Periodo de Reinos combatientes, que durará hasta la unificación china y la creación del Imperio en el 221 a. C..

## Fallecimientos
- Zhou Jing Wang, rey de la Dinastía Zhou China.
- Hecateo de Mileto
- Itoku Tennō

- Datos: Q236476